# Burnevillers
Burnevillers is een gemeente in het Franse departement Doubs (regio Bourgogne-Franche-Comté) en telt 46 inwoners (2009). De plaats maakt deel uit van het arrondissement Montbéliard.

## Geografie
De oppervlakte van Burnevillers bedraagt 6,4 km², de bevolkingsdichtheid is dus 7,2 inwoners per km². De gemeente grenst in het zuidoosten aan Zwitserland.

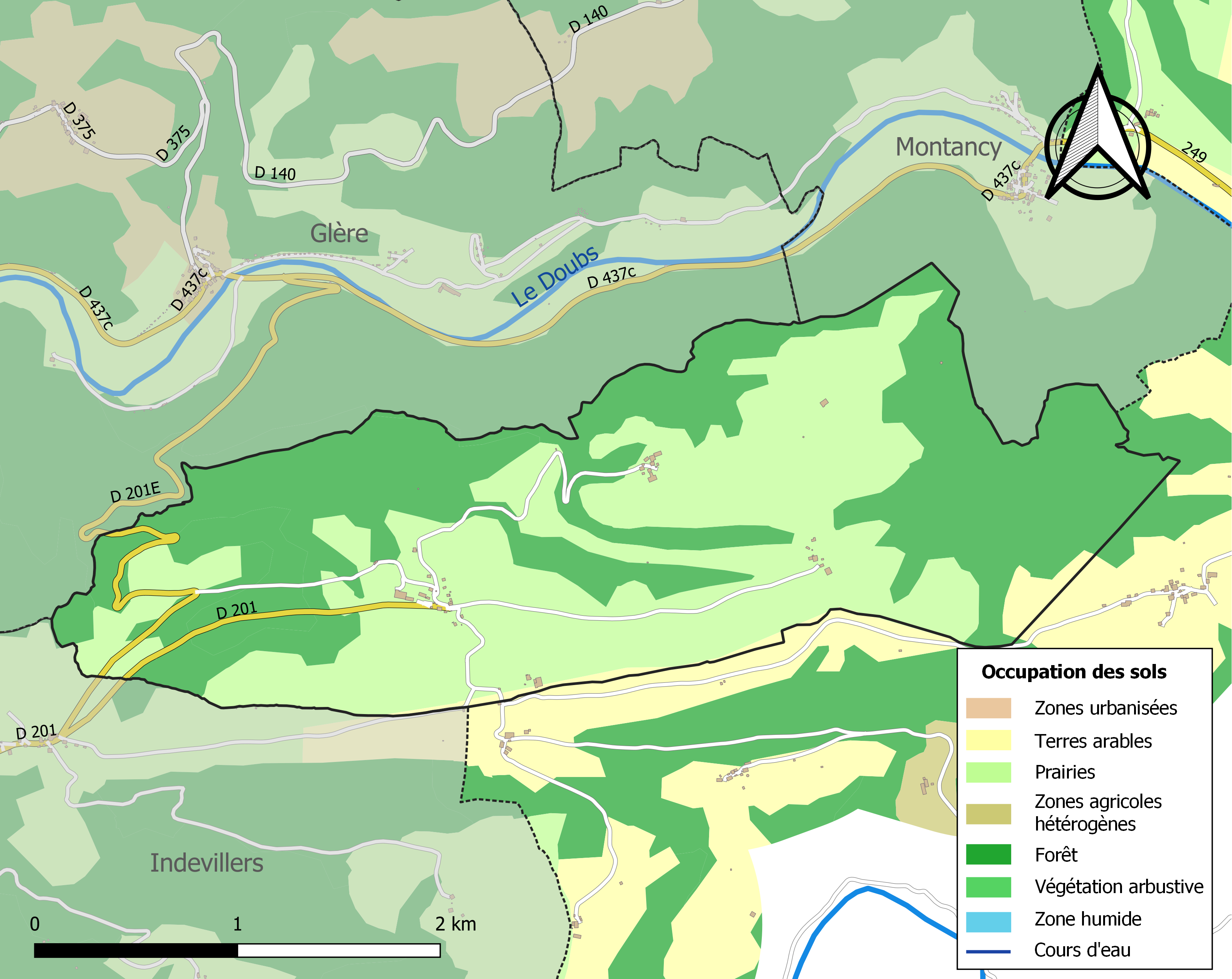
Kaart van de gemeente met de belangrijkste infrastructuur, bodemgebruik en omliggende gemeenten

## Demografie
Onderstaande figuur toont het verloop van het inwonertal (bron: INSEE-tellingen).